# Upper Saloum
Upper Saloum är ett distrikt i Gambia. Det ligger i regionen Central River, i den nordöstra delen av landet, 150 km öster om huvudstaden Banjul. Antalet invånare var 18 673 vid folkräkningen 2013. Den största orten då var Bati Ndarr.